# فييرباور

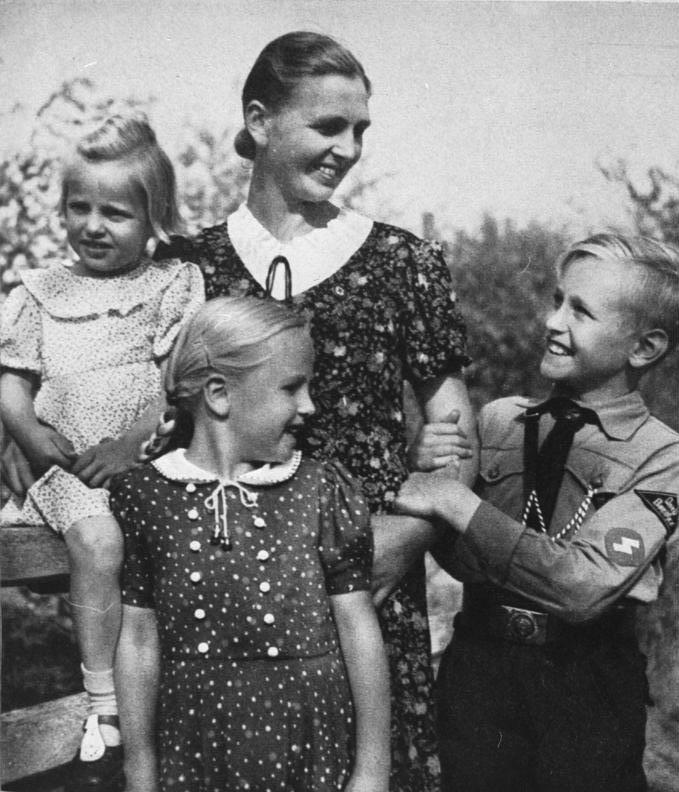

فييرباور (تُلفظ بالألمانية: [ˈveːɐ̯ˌbaʊ.ɐ] ، فلاح دفاعي)، الجمع Wehrbauern، هو المصطلح الألماني للمستوطنين الذين يعيشون على الحدود، والذين كلفوا بوقف الغزاة الأجانب حتى وصول التعزيزات العسكرية المناسبة. في المقابل تم منحهم حريات خاصة. تم استخدام فييرباور بشكل أساسي على الحدود الشرقية للإمبراطورية الرومانية المقدسة ثم النمسا ـ المجر في وقت لاحق لإبطاء هجمات الإمبراطورية العثمانية. هذا المصطلح التاريخي كان غير محبوب وأستخدمه النازيون في الحرب العالمية الثانية.

## بسط وعلل
تم تسجيل نشر «فييرباور» لأول مرة من قبل الإمبراطورية البيزنطية التي سعت في القرن السابع إلى الدفاع عن نفسها بمساعدة المستوطنين المحليين، ثم سميو Stratioti (الجنود) ضد الهجمات الشرقية والجنوبية.
عندما كانت المعارك والغارات شائعة في جميع أنحاء أراضيها خلال حرب الثلاثين عامًا، كان على الإمبراطورية الرومانية المقدسة الاستفادة بشكل أكبر من فييرباور في مناطق أخرى من الإمبراطورية أيضًا.
في القرن العشرين، ظهر المصطلح من جديد واستخدم من قبل قوات الأمن الخاصة النازية للإشارة إلى الجنود الذين تم تصنيفهم كمستوطنين للأراضي التي تم غزوها خلال الغزو الألماني لبولندا والاتحاد السوفيتي.

## إس إس فييرباور

### أيديولوجية
لقد سبقت الفكرة النازيين، حيث قامت رابطة Artaman League بإرسال أطفال مدنيين إلى الريف ليس فقط للتجربة، ولكن كجوهر فييرباور.
كان الهدف النازي المتمثل في استعمار الشرق المحتل وفقًا لإيديولوجية هتلر ليبنسروم هو تحقيقه من خلال هؤلاء الفلاحين المجنديين، الذين خططوا للعمل كالمستعمرين وأيضًا كجنود يدافعون عن المستعمرات الألمانية الجديدة من السكان السلافيين المحيطين في الحالات التمرد. لن يتم تكليفهم بمد الحضارة ولكن منعها من الظهور خارج مستوطناتهم؛ أي حضارة غير ألمانية، سوف تتحدى ألمانيا.
ابتداءً من عام 1938، كثّفت قوات الأمن الخاصة الإيديولوجية لخدمة أرض شباب هتلر (HJ-Landdienst). تم إنشاء مدارس ثانوية خاصة تحت سيطرة القوات الخاصة لتشكيل النخبة الزراعية النازية التي تم تدريبها وفقًا لمبدأ «الدم والتربة».
كانت خطة قوات الأمن الخاصة للإبادة الجماعية واستعمار أراضي الاتحاد السوفيتي بعنوان جنرالبلان أوست (بالإنجليزية: Master Plan East). توقعت هذه الخطة تسوية 10 ملايين من «الألمان» ذوي القيمة العرقية (الألمانية والهولندية والفلمنكية والاسكندنافية والإنجليزية) في هذه المناطق في غضون 30 عامًا، في حين تم استيعاب حوالي 30 مليون من السلاف والبلط أو نقلهم بقوة إلى سيبيريا لإفساح المجال للقادمين الجدد. كما سيتم زرع فولكس دويتشه، مثل ألمان الفولغا. ومع ذلك، اقترحت وزارة الخارجية الألمانية أن يتم نقل السكان غير المرغوب فيهم إلى مدغشقر ووسط إفريقيا بمجرد استرداد ألمانيا لمستعمراتها المفقودة في معاهدة فرساي.